# ستيفان جروزدانوف
ستيفان جروزدانوف (بالبلغارية: Стефан Грозданов)‏ هو مدرب كرة قدم ولاعب كرة قدم بلغاري، ولد في 13 مارس 1946 في صوفيا في بلغاريا. لعب مع سبارتك صوفيا.